# Коннексоны

Коннексоны в щелевом контакте

Коннексо́ны — «двойные» поры, получающиеся за счёт совмещения друг с другом пор, принадлежащих контактирующим мембранам двух клеток. Участвуют в формировании щелевых контактов. Коннексоны найдены практически во всех видах клеток.
Коннексоны образуют в мембранах контактирующих клеток сквозные непрерывные каналы, проходящие сразу через две мембраны в зоне щелевых контактов. Служат для взаимного обмена веществами между этими клетками. Через коннексоны передаются электрические сигналы, аминокислоты и небольшие молекулы управляющих веществ: цАМФ, InsP3, аденозин, АДФ и АТФ. Они состоят из 6 белковых субъединиц (коннексинов), живущих всего несколько часов. Коннексины — политопные интегральные мембранные белки, 4 раза прошивающие мембрану, имеющие две внеклеточные петли (EL-1 и EL-2), цитоплазматическую петлю (CL) с N-концом (AT) и C-концом (CT), вдающимися в цитоплазму.

## Свойства
Коннексоны являются «неспецифически-управляемыми» каналами. Их состояние регулируется pH, электрическим потенциалом, ионами Ca2+, фосфорилированием и другими факторами. Так, каналы коннексонов перекрываются при попадании в клетку Ca2+ при повреждении.

## Функции
Через коннексоны соединяется внутренняя среда соседствующих клеток.